# Volleyball Nations League maschile 2019
La Volleyball Nations League 2019 si è svolta dal 31 maggio al 14 luglio 2019: al torneo hanno partecipato sedici squadre nazionali e la vittoria finale è andata per la seconda consecutiva alla Russia.

## Regolamento

### Formula
Le squadre sono state divise in due categorie, quella principale e quella secondaria (quest'ultima, in questa edizione, ha compreso Australia, Bulgaria, Canada e Portogallo): tuttavia le squadre hanno disputato un unico torneo senza alcuna distinzione.
Le squadre hanno disputato una prima fase a gironi con formula del girone all'italiana; al termine della prima fase:
- Le prime cinque classificate e la squadra del paese organizzatore (nel caso in cui sia stata tra le prime cinque classificate, si è qualificata la sesta classificata) hanno acceduto alla fase finale strutturata con una fase a gironi con formula del girone all'italiana, dove le prime due classificate di ogni girone hanno acceduto alla Final Four, strutturata in semifinali, finale per il terzo posto e finale.
- L'ultima classificata tra le squadre della categoria secondaria è retrocessa.

### Criteri di classifica
Se il risultato finale è stato di 3-0 o 3-1 sono stati assegnati 3 punti alla squadra vincente e 0 a quella sconfitta, se il risultato finale è stato di 3-2 sono stati assegnati 2 punti alla squadra vincente e 1 a quella sconfitta.
L'ordine del posizionamento in classifica è stato definito in base a:
- Numero di partite vinte;
- Punti;
- Ratio dei set vinti/persi;
- Ratio dei punti realizzati/subiti;
- Risultati degli scontri diretti.

## Squadre partecipanti
| Squadra     | Qualificazione              | Ultima partecipazione          |
| ----------- | --------------------------- | ------------------------------ |
| Argentina   | Wild card                   | Volleyball Nations League 2018 |
| Australia   | Wild card                   | Volleyball Nations League 2018 |
| Brasile     | Wild card                   | Volleyball Nations League 2018 |
| Bulgaria    | Wild card                   | Volleyball Nations League 2018 |
| Canada      | Wild card                   | Volleyball Nations League 2018 |
| Cina        | Wild card                   | Volleyball Nations League 2018 |
| Francia     | Wild card                   | Volleyball Nations League 2018 |
| Germania    | Wild card                   | Volleyball Nations League 2018 |
| Giappone    | Wild card                   | Volleyball Nations League 2018 |
| Iran        | Wild card                   | Volleyball Nations League 2018 |
| Italia      | Wild card                   | Volleyball Nations League 2018 |
| Polonia     | Wild card                   | Volleyball Nations League 2018 |
| Portogallo  | 1ª alla Challenger Cup 2018 | Debutto                        |
| Russia      | Wild card                   | Volleyball Nations League 2018 |
| Serbia      | Wild card                   | Volleyball Nations League 2018 |
| Stati Uniti | Wild card                   | Volleyball Nations League 2018 |

## Torneo

### Fase a gironi

#### Prima settimana
| Girone 1 | Girone 2   | Girone 3    | Girone 4 |
| -------- | ---------- | ----------- | -------- |
| Cina     | Argentina  | Australia   | Francia  |
| Germania | Bulgaria   | Brasile     | Giappone |
| Iran     | Canada     | Polonia     | Russia   |
| Italia   | Portogallo | Stati Uniti | Serbia   |

##### Girone 1
| 31 maggio 2019 Jiangmen Sports Center Gym, Jiangmen Durata: 2h:17 - Spettatori: 2 040 | Iran     | 3 - 1 | Italia   | 20-25, 25-23, 25-23, 25-23        |
| 31 maggio 2019 Jiangmen Sports Center Gym, Jiangmen Durata: 2h:14 - Spettatori: 3 130 | Cina     | 2 - 3 | Germania | 21-25, 21-25, 25-19, 25-19, 11-15 |
| 1º giugno 2019 Jiangmen Sports Center Gym, Jiangmen Durata: 1h:51 - Spettatori: 2 337 | Italia   | 3 - 0 | Germania | 25-21, 30-28, 25-23               |
| 1º giugno 2019 Jiangmen Sports Center Gym, Jiangmen Durata: 1h:28 - Spettatori: 4 814 | Cina     | 0 - 3 | Iran     | 22-25, 18-25, 21-25               |
| 2 giugno 2019 Jiangmen Sports Center Gym, Jiangmen Durata: 1h:54 - Spettatori: 2 141  | Germania | 0 - 3 | Iran     | 28-30, 27-29, 20-25               |
| 2 giugno 2019 Jiangmen Sports Center Gym, Jiangmen Durata: 1h:32 - Spettatori: 4 180  | Cina     | 0 - 3 | Italia   | 21-25, 13-25, 24-26               |

##### Girone 2
| 31 maggio 2019 Aconcagua Arena, Mendoza Durata: 1h:44 - Spettatori: 1 600 | Canada     | 1 - 3 | Bulgaria   | 20-25, 24-26, 25-19, 17-25 |
| 31 maggio 2019 Aconcagua Arena, Mendoza Durata: 1h:20 - Spettatori: 3 000 | Argentina  | 3 - 0 | Portogallo | 25-17, 25-21, 25-21        |
| 1º giugno 2019 Aconcagua Arena, Mendoza Durata: 1h:28 - Spettatori: 2 000 | Canada     | 3 - 0 | Portogallo | 25-20, 25-23, 25-16        |
| 1º giugno 2019 Aconcagua Arena, Mendoza Durata: 1h:24 - Spettatori: 4 500 | Argentina  | 3 - 0 | Bulgaria   | 25-16, 25-21, 25-23        |
| 2 giugno 2019 Aconcagua Arena, Mendoza Durata: 2h:00 - Spettatori: 2 000  | Portogallo | 3 - 1 | Bulgaria   | 25-21, 19-25, 28-26, 25-23 |
| 2 giugno 2019 Aconcagua Arena, Mendoza Durata: 2h:08 - Spettatori: 4 000  | Argentina  | 1 - 3 | Canada     | 21-25, 27-29, 25-16, 24-26 |

##### Girone 3
| 31 maggio 2019 Spodek, Katowice Durata: 1h:33 - Spettatori: 5 672 | Stati Uniti | 0 - 3 | Brasile     | 22-25, 22-25, 23-25               |
| 31 maggio 2019 Spodek, Katowice Durata: 1h:50 - Spettatori: 7 916 | Polonia     | 3 - 1 | Australia   | 25-15, 24-26, 25-21, 25-14        |
| 1º giugno 2019 Spodek, Katowice Durata: 2h:21 - Spettatori: 4 562 | Brasile     | 3 - 2 | Australia   | 32-34, 25-16, 25-19, 27-29, 15-13 |
| 1º giugno 2019 Spodek, Katowice Durata: 2h:47 - Spettatori: 8 952 | Stati Uniti | 2 - 3 | Polonia     | 25-17, 32-34, 28-26, 23-25, 9-15  |
| 2 giugno 2019 Spodek, Katowice Durata: 1h:45 - Spettatori: 4 320  | Australia   | 1 - 3 | Stati Uniti | 25-19, 25-27, 16-25, 16-25        |
| 2 giugno 2019 Spodek, Katowice Durata: 1h:55 - Spettatori: 9 836  | Brasile     | 3 - 1 | Polonia     | 22-25, 25-15, 25-21, 25-17        |

##### Girone 4
| 31 maggio 2019 SPC Vojvodina, Novi Sad Durata: 1h:51 - Spettatori: 750   | Serbia   | 1 - 3 | Giappone | 17-25, 12-25, 26-24, 17-25        |
| 31 maggio 2019 SPC Vojvodina, Novi Sad Durata: 1h:53 - Spettatori: 350   | Francia  | 3 - 1 | Russia   | 25-19, 25-22, 20-25, 25-23        |
| 1º giugno 2019 SPC Vojvodina, Novi Sad Durata: 2h:07 - Spettatori: 425   | Giappone | 1 - 3 | Russia   | 22-25, 25-23, 19-25, 23-25        |
| 1º giugno 2019 SPC Vojvodina, Novi Sad Durata: 1h:44 - Spettatori: 3 390 | Serbia   | 1 - 3 | Francia  | 12-25, 22-25, 25-20, 20-25        |
| 2 giugno 2019 SPC Vojvodina, Novi Sad Durata: 1h:48 - Spettatori: 595    | Giappone | 1 - 3 | Francia  | 22-25, 27-25, 19-25, 15-25        |
| 2 giugno 2019 SPC Vojvodina, Novi Sad Durata: 2h:22 - Spettatori: 4 250  | Russia   | 3 - 2 | Serbia   | 20-25, 26-24, 25-23, 22-25, 15-10 |

#### Seconda settimana
| Girone 5 | Girone 6    | Girone 7  | Girone 8  |
| -------- | ----------- | --------- | --------- |
| Bulgaria | Italia      | Argentina | Australia |
| Cina     | Portogallo  | Brasile   | Canada    |
| Francia  | Russia      | Giappone  | Germania  |
| Polonia  | Stati Uniti | Iran      | Serbia    |

##### Girone 5
| 7 giugno 2019 Beilun Gymnasium, Ningbo Durata: 1h:55 - Spettatori: 2 100 | Francia  | 3 - 1 | Polonia  | 28-26, 25-23, 24-26, 25-20        |
| 7 giugno 2019 Beilun Gymnasium, Ningbo Durata: 1h:21 - Spettatori: 5 820 | Cina     | 3 - 0 | Bulgaria | 26-24, 25-20, 25-17               |
| 8 giugno 2019 Beilun Gymnasium, Ningbo Durata: 1h:56 - Spettatori: 3 160 | Polonia  | 3 - 1 | Bulgaria | 22-25, 25-19, 27-25, 25-20        |
| 8 giugno 2019 Beilun Gymnasium, Ningbo Durata: 1h:21 - Spettatori: 6 560 | Cina     | 0 - 3 | Francia  | 16-25, 23-25, 20-25               |
| 9 giugno 2019 Beilun Gymnasium, Ningbo Durata: 1h:55 - Spettatori: 2 910 | Bulgaria | 3 - 2 | Francia  | 18-25, 23-25, 25-21, 25-23, 15-11 |
| 9 giugno 2019 Beilun Gymnasium, Ningbo Durata: 1h:20 - Spettatori: 6 550 | Cina     | 0 - 3 | Polonia  | 22-25, 13-25, 15-25               |

##### Girone 6
| 7 giugno 2019 Ufa Arena, Ufa Durata: 1h:57 - Spettatori: 2 710 | Italia     | 3 - 1 | Stati Uniti | 25-23, 13-25, 25-20, 25-23 |
| 7 giugno 2019 Ufa Arena, Ufa Durata: 1h:22 - Spettatori: 6 070 | Russia     | 3 - 0 | Portogallo  | 25-19, 25-22, 25-20        |
| 8 giugno 2019 Ufa Arena, Ufa Durata: 1h:14 - Spettatori: 2 770 | Italia     | 3 - 0 | Portogallo  | 25-13, 25-20, 25-11        |
| 8 giugno 2019 Ufa Arena, Ufa Durata: 1h:21 - Spettatori: 8 080 | Russia     | 3 - 0 | Stati Uniti | 25-22, 25-19, 25-15        |
| 9 giugno 2019 Ufa Arena, Ufa Durata: 1h:50 - Spettatori: 2 800 | Portogallo | 1 - 3 | Stati Uniti | 20-25, 25-22, 22-25, 17-25 |
| 9 giugno 2019 Ufa Arena, Ufa Durata: 1h:20 - Spettatori: 7 600 | Russia     | 3 - 0 | Italia      | 29-27, 25-16, 25-18        |

##### Girone 7
| 7 giugno 2019 Musashino Forest Sport Plaza, Tokyo Durata: 2h:31 - Spettatori: 2 100 | Brasile   | 3 - 2 | Iran      | 23-25, 25-16, 21-25, 33-31, 15-10 |
| 7 giugno 2019 Musashino Forest Sport Plaza, Tokyo Durata: 1h:30 - Spettatori: 4 200 | Giappone  | 3 - 0 | Argentina | 25-16, 25-16, 33-31               |
| 8 giugno 2019 Musashino Forest Sport Plaza, Tokyo Durata: 2h:22 - Spettatori: 3 050 | Argentina | 1 - 3 | Iran      | 19-25, 25-20, 22-25, 32-34        |
| 8 giugno 2019 Musashino Forest Sport Plaza, Tokyo Durata: 1h:31 - Spettatori: 7 200 | Giappone  | 0 - 3 | Brasile   | 22-25, 19-25, 21-25               |
| 9 giugno 2019 Musashino Forest Sport Plaza, Tokyo Durata: 2h:18 - Spettatori: 2 800 | Argentina | 2 - 3 | Brasile   | 20-25, 25-21, 28-26, 23-25, 12-15 |
| 9 giugno 2019 Musashino Forest Sport Plaza, Tokyo Durata: 1h:34 - Spettatori: 6 000 | Giappone  | 0 - 3 | Iran      | 22-25, 21-25, 19-25               |

##### Girone 8
| 7 giugno 2019 TD Place Arena, Ottawa Durata: 2h:09 - Spettatori: 1 471 | Germania  | 3 - 2 | Serbia    | 25-20, 16-25, 26-28, 26-24, 15-9  |
| 7 giugno 2019 TD Place Arena, Ottawa Durata: 1h:23 - Spettatori: 3 013 | Canada    | 3 - 0 | Australia | 25-23, 25-17, 25-18               |
| 8 giugno 2019 TD Place Arena, Ottawa Durata: 1h:54 - Spettatori: 2 492 | Serbia    | 3 - 2 | Australia | 22-25, 14-25, 25-21, 25-21, 15-9  |
| 8 giugno 2019 TD Place Arena, Ottawa Durata: 2h:25 - Spettatori: 3 555 | Canada    | 3 - 2 | Germania  | 23-25, 29-27, 25-18, 23-25, 15-12 |
| 9 giugno 2019 TD Place Arena, Ottawa Durata: 1h:14 - Spettatori: 2 043 | Australia | 3 - 0 | Germania  | 25-20, 25-20, 25-16               |
| 9 giugno 2019 TD Place Arena, Ottawa Durata: 2h:20 - Spettatori: 3 596 | Canada    | 2 - 3 | Serbia    | 17-25, 26-24, 21-25, 28-26, 12-15 |

#### Terza settimana
| Girone 9   | Girone 10 | Girone 11 | Girone 12   |
| ---------- | --------- | --------- | ----------- |
| Brasile    | Australia | Canada    | Argentina   |
| Cina       | Bulgaria  | Iran      | Francia     |
| Portogallo | Giappone  | Polonia   | Germania    |
| Serbia     | Italia    | Russia    | Stati Uniti |

##### Girone 9
| 14 giugno 2019 Multiusos de Gondomar, Gondomar Durata: 2h:01 - Spettatori: 2 375 | Brasile    | 2 - 3 | Serbia  | 25-17, 22-25, 25-17, 20-25, 12-15 |
| 14 giugno 2019 Multiusos de Gondomar, Gondomar Durata: 1h:28 - Spettatori: 4 100 | Portogallo | 3 - 0 | Cina    | 25-22, 25-17, 25-23               |
| 15 giugno 2019 Multiusos de Gondomar, Gondomar Durata: 1h:25 - Spettatori: 2 500 | Brasile    | 3 - 0 | Cina    | 25-15, 25-18, 25-22               |
| 15 giugno 2019 Multiusos de Gondomar, Gondomar Durata: 2h:21 - Spettatori: 4 400 | Portogallo | 2 - 3 | Serbia  | 25-21, 15-25, 22-25, 32-30, 9-15  |
| 16 giugno 2019 Multiusos de Gondomar, Gondomar Durata: 1h:51 - Spettatori: 1 600 | Cina       | 1 - 3 | Serbia  | 17-25, 22-25, 27-25, 18-25        |
| 16 giugno 2019 Multiusos de Gondomar, Gondomar Durata: 1h:23 - Spettatori: 4 500 | Portogallo | 0 - 3 | Brasile | 19-25, 21-25, 18-25               |

##### Girone 10
| 14 giugno 2019 Palazzo della cultura e dello sport, Varna Durata: 2h:07 - Spettatori: 700   | Giappone  | 1 - 3 | Italia    | 25-23, 15-25, 27-29, 21-25        |
| 14 giugno 2019 Palazzo della cultura e dello sport, Varna Durata: 2h:18 - Spettatori: 3 300 | Bulgaria  | 3 - 2 | Australia | 20-25, 29-27, 22-25, 25-21, 15-13 |
| 15 giugno 2019 Palazzo della cultura e dello sport, Varna Durata: 2h:01 - Spettatori: 580   | Australia | 1 - 3 | Italia    | 18-25, 32-30, 18-25, 15-25        |
| 15 giugno 2019 Palazzo della cultura e dello sport, Varna Durata: 2h:22 - Spettatori: 4 200 | Bulgaria  | 2 - 3 | Giappone  | 25-22, 19-25, 25-16, 19-25, 19-21 |
| 16 giugno 2019 Palazzo della cultura e dello sport, Varna Durata: 2h:17 - Spettatori: 400   | Giappone  | 3 - 2 | Australia | 25-18, 25-27, 23-25, 25-22, 17-15 |
| 16 giugno 2019 Palazzo della cultura e dello sport, Varna Durata: 1h:54 - Spettatori: 5 000 | Italia    | 3 - 1 | Bulgaria  | 25-14, 25-20, 23-25, 25-21        |

##### Girone 11
| 14 giugno 2019 Al Ghadir Sports Complex, Urmia Durata: 2h:06 - Spettatori: 4 500 | Russia  | 3 - 1 | Polonia | 24-26, 25-20, 25-22, 25-19       |
| 14 giugno 2019 Al Ghadir Sports Complex, Urmia Durata: 1h:30 - Spettatori: 4 600 | Iran    | 3 - 0 | Canada  | 25-15, 26-24, 25-16              |
| 15 giugno 2019 Al Ghadir Sports Complex, Urmia Durata: 1h:59 - Spettatori: 3 900 | Russia  | 3 - 1 | Canada  | 25-23, 22-25, 25-20, 25-23       |
| 15 giugno 2019 Al Ghadir Sports Complex, Urmia Durata: 2h:34 - Spettatori: 4 600 | Iran    | 3 - 2 | Polonia | 25-20, 21-25, 18-25, 25-17, 15-8 |
| 16 giugno 2019 Al Ghadir Sports Complex, Urmia Durata: 2h:05 - Spettatori: 4 200 | Polonia | 3 - 1 | Canada  | 25-20, 25-27, 25-20, 28-26       |
| 16 giugno 2019 Al Ghadir Sports Complex, Urmia Durata: 1h:54 - Spettatori: 4 600 | Iran    | 3 - 0 | Russia  | 25-20, 26-24, 25-23              |

##### Girone 12
| 14 giugno 2019 Palais des Victoires, Cannes Durata: 1h:59 - Spettatori: 389   | Stati Uniti | 3 - 1 | Argentina   | 25-22, 25-19, 21-25, 25-21        |
| 14 giugno 2019 Palais des Victoires, Cannes Durata: 1h:58 - Spettatori: 1 150 | Francia     | 3 - 1 | Germania    | 24-26, 25-20, 25-19, 25-20        |
| 15 giugno 2019 Palais des Victoires, Cannes Durata: 1h:57 - Spettatori: 390   | Stati Uniti | 3 - 1 | Germania    | 25-22, 21-25, 25-19, 25-20        |
| 15 giugno 2019 Palais des Victoires, Cannes Durata: 1h:46 - Spettatori: 1 100 | Francia     | 1 - 3 | Argentina   | 18-25, 17-25, 25-19, 20-25        |
| 16 giugno 2019 Palais des Victoires, Cannes Durata: 2h:26 - Spettatori: 550   | Argentina   | 3 - 2 | Germania    | 25-19, 23-25, 23-25, 25-23, 15-10 |
| 16 giugno 2019 Palais des Victoires, Cannes Durata: 2h:14 - Spettatori: 1 850 | Francia     | 1 - 3 | Stati Uniti | 25-23, 22-25, 26-28, 25-27        |

#### Quarta settimana
| Girone 13   | Girone 14 | Girone 15  | Girone 16 |
| ----------- | --------- | ---------- | --------- |
| Canada      | Argentina | Australia  | Brasile   |
| Cina        | Italia    | Francia    | Bulgaria  |
| Giappone    | Polonia   | Iran       | Germania  |
| Stati Uniti | Serbia    | Portogallo | Russia    |

##### Girone 13
| 21 giugno 2019 Sears Centre Arena, Hoffman Estates Durata: 1h:57 - Spettatori: 1 205 | Canada      | 3 - 1 | Cina     | 25-19, 25-23, 22-25, 25-17        |
| 21 giugno 2019 Sears Centre Arena, Hoffman Estates Durata: 1h:12 - Spettatori: 4 925 | Stati Uniti | 3 - 0 | Giappone | 25-15, 25-19, 25-19               |
| 22 giugno 2019 Sears Centre Arena, Hoffman Estates Durata: 1h:27 - Spettatori: 875   | Cina        | 0 - 3 | Giappone | 19-25, 20-25, 23-25               |
| 22 giugno 2019 Sears Centre Arena, Hoffman Estates Durata: 1h:51 - Spettatori: 5 125 | Stati Uniti | 1 - 3 | Canada   | 22-25, 25-22, 23-25, 17-25        |
| 23 giugno 2019 Sears Centre Arena, Hoffman Estates Durata: 2h:11 - Spettatori: 648   | Canada      | 3 - 2 | Giappone | 25-18, 26-24, 23-25, 21-25, 15-13 |
| 23 giugno 2019 Sears Centre Arena, Hoffman Estates Durata: 1h:14 - Spettatori: 4 569 | Stati Uniti | 3 - 0 | Cina     | 25-20, 25-19, 25-19               |

##### Girone 14
| 21 giugno 2019 PalaLido, Milano Durata: 2h:32 - Spettatori: 1 150 | Polonia   | 3 - 2 | Argentina | 25-21, 25-23, 25-27, 20-25, 19-17 |
| 21 giugno 2019 PalaLido, Milano Durata: 1h:25 - Spettatori: 2 850 | Italia    | 3 - 0 | Serbia    | 26-24, 25-19, 25-22               |
| 22 giugno 2019 PalaLido, Milano Durata: 2h:18 - Spettatori: 1 750 | Polonia   | 3 - 2 | Serbia    | 32-30, 21-25, 25-21, 19-25, 15-11 |
| 22 giugno 2019 PalaLido, Milano Durata: 2h:00 - Spettatori: 3 200 | Italia    | 1 - 3 | Argentina | 22-25, 25-23, 19-25, 19-25        |
| 23 giugno 2019 PalaLido, Milano Durata: 1h:18 - Spettatori: 1 700 | Argentina | 3 - 0 | Serbia    | 25-17, 25-23, 25-18               |
| 23 giugno 2019 PalaLido, Milano Durata: 2h:46 - Spettatori: 3 850 | Italia    | 2 - 3 | Polonia   | 25-23, 22-25, 25-23, 21-25, 23-25 |

##### Girone 15
| 21 giugno 2019 Rezazadeh Hall, Ardabil Durata: 1h:16 - Spettatori: 4 500 | Francia    | 3 - 0 | Australia  | 25-23, 25-22, 25-22        |
| 21 giugno 2019 Rezazadeh Hall, Ardabil Durata: 2h:10 - Spettatori: 6 000 | Iran       | 3 - 1 | Portogallo | 23-25, 27-25, 25-17, 25-18 |
| 22 giugno 2019 Rezazadeh Hall, Ardabil Durata: 1h:31 - Spettatori: 3 300 | Francia    | 3 - 0 | Portogallo | 25-23, 26-24, 25-23        |
| 22 giugno 2019 Rezazadeh Hall, Ardabil Durata: 1h:15 - Spettatori: 6 000 | Iran       | 3 - 0 | Australia  | 25-19, 25-19, 25-14        |
| 23 giugno 2019 Rezazadeh Hall, Ardabil Durata: 1h:33 - Spettatori: 3 200 | Portogallo | 0 - 3 | Australia  | 23-25, 22-25, 25-27        |
| 23 giugno 2019 Rezazadeh Hall, Ardabil Durata: 1h:27 - Spettatori: 6 000 | Iran       | 0 - 3 | Francia    | 18-25, 24-26, 21-25        |

##### Girone 16
| 21 giugno 2019 Aecim Tocantins, Cuiabá Durata: 1h:49 - Spettatori: 1 850 | Germania | 1 - 3 | Russia   | 25-22, 21-25, 19-25, 14-25        |
| 21 giugno 2019 Aecim Tocantins, Cuiabá Durata: 1h:55 - Spettatori: 3 656 | Brasile  | 3 - 1 | Bulgaria | 25-20, 21-25, 25-19, 25-14        |
| 22 giugno 2019 Aecim Tocantins, Cuiabá Durata: 1h:20 - Spettatori: 3 123 | Bulgaria | 0 - 3 | Russia   | 20-25, 20-25, 21-25               |
| 22 giugno 2019 Aecim Tocantins, Cuiabá Durata: 2h:18 - Spettatori: 1 750 | Brasile  | 3 - 2 | Germania | 20-25, 21-25, 25-21, 19-25, 15-11 |
| 23 giugno 2019 Aecim Tocantins, Cuiabá Durata: 2h:23 - Spettatori: 3 765 | Germania | 2 - 3 | Bulgaria | 28-26, 25-18, 23-25, 19-25, 10-15 |
| 23 giugno 2019 Aecim Tocantins, Cuiabá Durata: 1h:35 - Spettatori: 6 267 | Brasile  | 3 - 0 | Russia   | 25-17, 25-21, 28-26               |

#### Quinta settimana
| Girone 17 | Girone 18 | Girone 19   | Girone 20  |
| --------- | --------- | ----------- | ---------- |
| Argentina | Brasile   | Bulgaria    | Germania   |
| Australia | Canada    | Iran        | Giappone   |
| Cina      | Francia   | Serbia      | Polonia    |
| Russia    | Italia    | Stati Uniti | Portogallo |

##### Girone 17
| 28 giugno 2019 Queensland State Netball Centre, Brisbane Durata: 1h:48 - Spettatori: 1 800 | Cina      | 1 - 3 | Argentina | 17-25, 25-20, 21-25, 19-25        |
| 28 giugno 2019 Queensland State Netball Centre, Brisbane Durata: 1h:16 - Spettatori: 2 200 | Australia | 0 - 3 | Russia    | 20-25, 15-25, 18-25               |
| 29 giugno 2019 Queensland State Netball Centre, Brisbane Durata: 2h:06 - Spettatori: 2 100 | Argentina | 2 - 3 | Russia    | 19-25, 25-22, 18-25, 25-21, 11-15 |
| 29 giugno 2019 Queensland State Netball Centre, Brisbane Durata: 1h:53 - Spettatori: 2 500 | Australia | 3 - 1 | Cina      | 24-26, 25-15, 25-22, 25-18        |
| 30 giugno 2019 Queensland State Netball Centre, Brisbane Durata: 1h:31 - Spettatori: 1 700 | Cina      | 0 - 3 | Russia    | 23-25, 23-25, 26-28               |
| 30 giugno 2019 Queensland State Netball Centre, Brisbane Durata: 1h:26 - Spettatori: 2 200 | Australia | 0 - 3 | Argentina | 23-25, 18-25, 24-26               |

##### Girone 18
| 28 giugno 2019 Ginásio Nilson Nelson, Brasilia Durata: 1h:50 - Spettatori: 2 676 | Italia  | 1 - 3 | Canada  | 25-15, 20-25, 22-25, 18-25 |
| 28 giugno 2019 Ginásio Nilson Nelson, Brasilia Durata: 1h:54 - Spettatori: 7 504 | Brasile | 3 - 1 | Francia | 23-25, 25-18, 25-23, 25-23 |
| 29 giugno 2019 Ginásio Nilson Nelson, Brasilia Durata: 1h:49 - Spettatori: 3 153 | Francia | 3 - 1 | Italia  | 27-25, 25-19, 21-25, 25-20 |
| 29 giugno 2019 Ginásio Nilson Nelson, Brasilia Durata: 1h:19 - Spettatori: 7 122 | Brasile | 3 - 0 | Canada  | 25-20, 25-19, 25-19        |
| 30 giugno 2019 Ginásio Nilson Nelson, Brasilia Durata: 1h:30 - Spettatori: 4 090 | Canada  | 0 - 3 | Francia | 22-25, 26-28, 23-25        |
| 30 giugno 2019 Ginásio Nilson Nelson, Brasilia Durata: 2h:04 - Spettatori: 9 446 | Brasile | 3 - 1 | Italia  | 26-28, 25-22, 25-18, 25-18 |

##### Girone 19
| 28 giugno 2019 Kolodruma, Plovdiv Durata: 2h:10 - Spettatori: 1 015 | Iran        | 3 - 1 | Serbia      | 25-23, 26-28, 25-22, 25-19 |
| 28 giugno 2019 Kolodruma, Plovdiv Durata: 1h:59 - Spettatori: 5 600 | Bulgaria    | 3 - 1 | Stati Uniti | 21-25, 25-19, 25-23, 25-23 |
| 29 giugno 2019 Kolodruma, Plovdiv Durata: 1h:54 - Spettatori: 950   | Stati Uniti | 3 - 1 | Serbia      | 14-25, 25-20, 29-27, 26-24 |
| 29 giugno 2019 Kolodruma, Plovdiv Durata: 1h:36 - Spettatori: 5 100 | Bulgaria    | 0 - 3 | Iran        | 25-23, 25-23, 25-21        |
| 30 giugno 2019 Kolodruma, Plovdiv Durata: 1h:22 - Spettatori: 980   | Iran        | 0 - 3 | Stati Uniti | 25-27, 21-25, 20-25        |
| 30 giugno 2019 Kolodruma, Plovdiv Durata: 1h:25 - Spettatori: 5 750 | Serbia      | 3 - 0 | Bulgaria    | 25-23, 25-12, 25-18        |

##### Girone 20
| 28 giugno 2019 Arena Leipzig, Lipsia Durata: 2h:02 - Spettatori: 1 115 | Polonia    | 3 - 1 | Giappone   | 22-25, 25-19, 27-25, 25-20       |
| 28 giugno 2019 Arena Leipzig, Lipsia Durata: 2h:06 - Spettatori: 1 275 | Germania   | 3 - 1 | Portogallo | 28-26, 20-25, 25-10, 25-23       |
| 29 giugno 2019 Arena Leipzig, Lipsia Durata: 2h:03 - Spettatori: 3 879 | Germania   | 1 - 3 | Polonia    | 19-25, 25-21, 14-25, 23-25       |
| 29 giugno 2019 Arena Leipzig, Lipsia Durata: 2h:00 - Spettatori: 2 437 | Portogallo | 1 - 3 | Giappone   | 20-25, 22-25, 25-22, 20-25       |
| 30 giugno 2019 Arena Leipzig, Lipsia Durata: 2h:17 - Spettatori: 1 403 | Germania   | 2 - 3 | Giappone   | 17-25, 25-23, 25-21, 18-25, 9-15 |
| 30 giugno 2019 Arena Leipzig, Lipsia Durata: 1h:18 - Spettatori: 1 195 | Polonia    | 3 - 0 | Portogallo | 25-18, 25-21, 25-20              |

#### Classifica
| Pos | Squadra     | Pt | G  | V  | P  | SV | SP | Ratio | PF    | PS    | Ratio |
| --- | ----------- | -- | -- | -- | -- | -- | -- | ----- | ----- | ----- | ----- |
| 1   | Brasile     | 39 | 15 | 14 | 1  | 44 | 15 | 2,933 | 1 408 | 1 218 | 1,155 |
| 2   | Iran        | 36 | 15 | 12 | 3  | 38 | 15 | 2,533 | 1 276 | 1 173 | 1,087 |
| 3   | Russia      | 34 | 15 | 12 | 3  | 37 | 17 | 2,176 | 1 284 | 1 164 | 1,103 |
| 4   | Francia     | 34 | 15 | 11 | 4  | 38 | 18 | 2,111 | 1 341 | 1 251 | 1,071 |
| 5   | Polonia     | 30 | 15 | 11 | 4  | 38 | 25 | 1,520 | 1 465 | 1 397 | 1,048 |
| 6   | Stati Uniti | 28 | 15 | 9  | 6  | 32 | 24 | 1,333 | 1 317 | 1 258 | 1,046 |
| 7   | Argentina   | 26 | 15 | 8  | 7  | 33 | 26 | 1,269 | 1 363 | 1 304 | 1,045 |
| 8   | Italia      | 25 | 15 | 8  | 7  | 31 | 25 | 1,240 | 1 316 | 1 263 | 1,041 |
| 9   | Canada      | 23 | 15 | 8  | 7  | 29 | 29 | 1,000 | 1 313 | 1 321 | 0,993 |
| 10  | Giappone    | 19 | 15 | 7  | 8  | 27 | 32 | 0,843 | 1 318 | 1 326 | 0,993 |
| 11  | Serbia      | 17 | 15 | 6  | 9  | 28 | 36 | 0,777 | 1 393 | 1 417 | 0,983 |
| 12  | Bulgaria    | 13 | 15 | 5  | 10 | 21 | 38 | 0,552 | 1 268 | 1 372 | 0,924 |
| 13  | Australia   | 13 | 15 | 3  | 12 | 20 | 37 | 0,540 | 1 217 | 1 334 | 0,912 |
| 14  | Germania    | 12 | 15 | 3  | 12 | 23 | 41 | 0,560 | 1 349 | 1 470 | 0,917 |
| 15  | Portogallo  | 7  | 15 | 2  | 13 | 12 | 40 | 0,300 | 1 095 | 1 268 | 0,863 |
| 16  | Cina        | 4  | 15 | 1  | 14 | 9  | 42 | 0,214 | 1 047 | 1 234 | 0,848 |

| Qualificata alla fase finale | Retrocessa |

### Fase finale

#### Fase a gironi
| Girone A    | Girone B |
| ----------- | -------- |
| Francia     | Brasile  |
| Russia      | Iran     |
| Stati Uniti | Polonia  |

##### Girone A

###### Risultati
| 10 luglio 2019 Credit Union 1 Arena, Chicago Durata: 1h:43 - Spettatori: 2 879 | Stati Uniti | 3 - 1 | Francia | 25-16, 25-22, 23-25, 25-21 |
| 11 luglio 2019 Credit Union 1 Arena, Chicago Durata: 1h:15 - Spettatori: 1 869 | Russia      | 3 - 0 | Francia | 25-16, 25-23, 25-17        |
| 12 luglio 2019 Credit Union 1 Arena, Chicago Durata: 1h:16 - Spettatori: 2 869 | Stati Uniti | 3 - 0 | Russia  | 25-21, 25-17, 25-20        |

###### Classifica
| Pos | Squadra     | Pt | G | V | P | SV | SP | Ratio | PF  | PS  | Ratio |
| --- | ----------- | -- | - | - | - | -- | -- | ----- | --- | --- | ----- |
| 1   | Stati Uniti | 6  | 2 | 2 | 0 | 6  | 1  | 6,000 | 173 | 142 | 1,218 |
| 2   | Russia      | 3  | 2 | 1 | 1 | 3  | 3  | 1,000 | 133 | 131 | 1,015 |
| 3   | Francia     | 0  | 2 | 0 | 2 | 1  | 6  | 0,166 | 140 | 173 | 0,809 |

##### Girone B

###### Risultati
| 10 luglio 2019 Credit Union 1 Arena, Chicago Durata: 2h:21 - Spettatori: 4 250 | Brasile | 2 - 3 | Polonia | 23-25, 25-23, 21-25, 25-21, 9-15  |
| 11 luglio 2019 Credit Union 1 Arena, Chicago Durata: 1h:56 - Spettatori: 3 280 | Iran    | 1 - 3 | Polonia | 25-21, 18-25, 20-25, 22-25        |
| 12 luglio 2019 Credit Union 1 Arena, Chicago Durata: 2h:32 - Spettatori: 4 215 | Brasile | 3 - 2 | Iran    | 25-20, 25-23, 24-26, 20-25, 15-10 |

###### Classifica
| Pos | Squadra | Pt | G | V | P | SV | SP | Ratio | PF  | PS  | Ratio |
| --- | ------- | -- | - | - | - | -- | -- | ----- | --- | --- | ----- |
| 1   | Polonia | 5  | 2 | 2 | 0 | 6  | 3  | 2,000 | 205 | 188 | 1,090 |
| 2   | Brasile | 3  | 2 | 1 | 1 | 5  | 5  | 1,000 | 212 | 213 | 0,995 |
| 3   | Iran    | 1  | 2 | 0 | 2 | 3  | 6  | 0,500 | 189 | 205 | 0,921 |

#### Final Four
|  | Semifinali  | Semifinali  | Semifinali  |             |        | Finale   | Finale   | Finale   |  |
|  |             |             |             |             |        |          |          |          |  |
|  | Polonia     | Polonia     | 1           |             |        |          |          |          |  |
|  | Polonia     | Polonia     | 1           |             |        |          |          |          |  |
|  | Russia      | Russia      | 3           |             |        |          |          |          |  |
|  | Russia      | Russia      | 3           |             | Russia | Russia   | 3        |          |  |
|  |             |             |             |             | Russia | Russia   | 3        |          |  |
|  |             |             | Stati Uniti | Stati Uniti | 1      |          |          |          |  |
|  | Stati Uniti | Stati Uniti | Stati Uniti | Stati Uniti | 1      | 3        |          |          |  |
|  | Stati Uniti | Stati Uniti |             |             |        | 3        |          |          |  |
|  | Brasile     | Brasile     | 2           |             |        | 3º posto | 3º posto | 3º posto |  |
|  | Brasile     | Brasile     | 2           |             |        |          |          |          |  |
|  |             |             |             |             |        |          |          |          |  |
|  |             |             |             |             |        | Polonia  | Polonia  | 3        |  |
|  |             |             |             |             |        | Polonia  | Polonia  | 3        |  |
|  |             |             |             |             |        | Brasile  | Brasile  | 0        |  |

##### Semifinali
| 13 luglio 2019 Credit Union 1 Arena, Chicago Durata: 2h:09 - Spettatori: 4 025 | Stati Uniti | 3 - 2 | Brasile | 25-21, 17-25, 21-25, 25-20, 15-9 |
| 13 luglio 2019 Credit Union 1 Arena, Chicago Durata: 2h:03 - Spettatori: 4 125 | Polonia     | 1 - 3 | Russia  | 19-25, 26-24, 22-25, 21-25       |

##### Finale 3º posto
| 14 luglio 2019 Credit Union 1 Arena, Chicago Durata: 1h:24 - Spettatori: 4 340 | Polonia | 3 - 0 | Brasile | 25-17, 25-23, 25-21 |

##### Finale
| 14 luglio 2019 Credit Union 1 Arena, Chicago Durata: 1h:58 - Spettatori: 4 375 | Russia | 3 - 1 | Stati Uniti | 25-23, 20-25, 25-21, 25-20 |

## Classifica finale
| Pos     | Squadra     | Rosa |
| ------- | ----------- | --- |
| Oro     | Russia      | Formazione: 2 Vlasov, 3 Kovalëv, 4 Zemčënok, 7 Volkov, 8 Sëmyšev, 9 Jakovlev, 10 Voronkov, 11 Filippov, 14 Podlesnych, 15 Poletaev, 18 Kljuka, 20 Kurkaev, 22 Martynjuk, 24 Kobzar', 27 Golubev, 28 Klec, 29 Ursov, CT: Sammelvuo |
| Argento | Stati Uniti | Formazione: 1 Anderson, 2 A. Russell, 3 Sander, 4 Jendryk, 5 Ensing, 6 Stahl, 7 K. Shoji, 8 DeFalco, 9 Langlois, 11 Christenson, 12 Holt, 13 Patch, 14 Maʻa, 16 Tuaniga, 17 Jaeschke, 18 Muagututia, 19 Averill, 20 Smith, 21 Watten, 22 E. Shoji, 23 Tuileta, 24 Dagostino, 25 K. Russell, 29 Jarman, 30 Huhmann, CT: Speraw                             |
| Bronzo  | Polonia     | Formazione: 1 Nowakowski, 2 Muzaj, 3 Konarski, 4 Komenda, 5 Kaczmarek, 7 Szalpuk, 8 Gruszczyński, 10 Wojtaszek, 11 Drzyzga, 12 Łomacz, 13 Kubiak, 14 Śliwka, 15 Kochanowski, 16 Bołądź, 17 Zatorski, 18 Kwolek, 19 Janusz, 20 Bieniek, 21 Fornal, 22 Bednorz, 23 Popiwczak, 25 Szalacha, 27 Łukasik, 28 Filipiak, 77 Kłos, 88 Wrona, 99 Huber, CT: Heynen |
| 4       | Brasile     | Formazione: 1 de Rezende, 2 Santos, 3 Carbonera, 4 Hoss, 5 Lóh, 6 Kreling, 8 W. de Souza, 9 Leal, 13 M. de Souza, 14 D. de Souza, 16 Saatkamp, 18 Lucarelli, 19 Silva, 20 Veloso, 21 A. de Souza, 22 Nascimento, 23 Gualberto, 29 de Araújo, CT: Dal Zotto                                                                                                |
| 5       | Iran        | Formazione: 2 Ebadipour, 4 Marouf, 5 Ghaemi, 6 Mousavi, 7 Fayazi, 8 Hazratpourt, 9 Gholami, 10 Ghafour, 14 Manavinezhad, 15 Mojarad, 16 Shafiei, 19 Moazzen, 20 Yali, 21 Sharifi, 24 Karimisouchelmaei, CT: Kolaković |
| 6       | Francia     | Formazione: 1 Aguenier, 2 Grebennikov, 4 Patry, 5 Corre, 6 Toniutti, 7 K. Tillie, 8 Lyneel, 9 N'Gapeth, 10 Le Roux, 11 Brizard, 12 Boyer, 14 Le Goff, 16 Bultor, 17 Clévenot, 18 T. Rossard, 19 Louati, 20 N. Rossard, 21 Chinenyeze, 23 Carle, CT: L. Tillie                                                                                             |
| 7       | Argentina   | Formazione: 2 Pereyra, 3 Martínez, 4 Cavanna, 5 Uriarte, 6 Poglajen, 7 Conte, 8 Loser, 9 Danani, 11 Solé, 12 Lima, 13 Palacios, 14 Crer, 15 De Cecco, 17 N. Méndez, 18 Ramos, CT: M. Méndez |
| 8       | Italia      | Formazione: 1 Candellaro, 2 Sbertoli, 3 Spirito, 6 Giannelli, 7 Raffaelli, 8 Mazzone, 11 Balaso, 12 Ricci, 14 Piano, 15 Russo, 16 Antonov, 17 Anzani, 18 Pesaresi, 19 Lavia, 20 Nelli, 21 Polo, 22 Cavuto, 23 Argenta, 24 Pinali, 28 Recine, CT: Blengini                                                                                                 |
| 9       | Canada      | Formazione: 1 Sanders, 2 Perrin, 3 Marshall, 4 N. Hoag, 5 Gyimah, 6 Duff, 7 Maar, 9 DeRocco, 10 Vernon-Evans, 11 Jansen VanDoorn, 12 Van Berkel, 14 Loeppky, 16 Sclater, 17 Vigrass, 19 Bann, 20 Szwarc, 21 Walsh, 24 Schriemer, 25 Koppers, CT: G. Hoag                                                                                                  |
| 10      | Giappone    | Formazione: 1 Ōtake, 2 Fukatsu, 3 Fujii, 5 Fukuzawa, 6 Yamauchi, 7 Dekita, 8 Yanagida, 9 Tsuiki, 10 Koga, 11 Nishida, 12 Sekita, 13 Takano, 14 Ishikawa, 15 Ri, 16 Takahashi, 17 Hisahara, 20 Onodera, 22 Yamamoto, CT: Nakagaichi |
| 11      | Serbia      | Formazione: 1 Okolić, 3 Katić, 4 Petrić, 5 Ćirović, 6 Peković, 7 Krsmanović, 8 Ivović, 9 Jovović, 10 Kujundžić, 11 Batak, 12 Petković, 13 Simić, 15 Mašulović, 16 Luburić, 17 Majstorović, 19 Negić, 20 Lisinac, 21 Todorović, 22 Vilimanović, 23 Vučićević, 24 Mehić, 27 Kovačević, 28 Pavlović, CT: Grbić                                               |
| 12      | Bulgaria    | Formazione: 1 G. Bratoev, 2 Georgiev, 3 C. Penčev, 4 Atanasov, 5 Gocev, 6 R. Penčev, 7 Učikov, 8 Skrimov, 9 Seganov, 10 V. Bratoev, 11 Černokožev, 12 Josifov, 13 Salparov, 14 Todorov, 16 V. Ivanov, 17 N. Penčev, 18 Nikolov, 19 Sokolov, 20 Grozdanov, 21 Karakašev, 22 Stankov, 23 M. Ivanov, 25 Parapunov, 26 Šekerdžiev, 30 Kolev, CT: Prandi       |
| 13      | Australia   | Formazione: 1 Graham, 2 Dosanjh, 7 Peacock, 8 O'Dea, 9 Staples, 10 Richards, 11 Perry, 12 Mote, 13 Walker, 15 Smith, 17 Carrol, 18 Williams, 21 Butler, 22 Stockton, 23 Weir, 24 Viles, 25 Colotti, CT: Lebedew |
| 14      | Germania    | Formazione: 1 Fromm, 2 Krick, 3 Schott, 5 Reichert, 6 Kaliberda, 7 Sossenheimer, 8 Böhme, 10 Zenger, 11 Kampa, 12 Brehme, 13 Hirsch, 15 Baxpöhler, 16 Kocian, 17 Zimmermann, 18 Günthör, 19 Malescha, 20 Weber, 23 Peter, 25 Maase, CT: Giani |
| 15      | Portogallo  | Formazione: 1 Sequeira, 3 Teixeira, 4 Cvetičanin, 5 Pereira, 6 A. Ferreira, 7 M. Ferreira, 8 Violas, 9 Simões, 10 P. Martins, 11 Cunha, 12 L. Martins, 13 da Silva, 15 Tavares, 17 Fidalgo, CT: Silva |
| 16      | Cina        | Formazione: 1 Dai, 2 Jiang, 3 Mao, 8 Wang, 9 Yun, 10 Ji, 11 Du, 12 Zhang, 13 Chen L., 16 Tong, 17 Liu, 19 Zhan, 20 Rao, 21 Miao, 23 Peng, 25 Chen J., 27 Ma, CT: Lozano |

|  | Retrocessa in Volleyball Challenger Cup |

## Premi individuali
| Premio                | Nome              | Squadra     |
| --------------------- | ----------------- | ----------- |
| MVP                   | Matthew Anderson  | Stati Uniti |
| Miglior palleggiatore | Micah Christenson | Stati Uniti |
| Miglior opposto       | Matthew Anderson  | Stati Uniti |
| Miglior schiacciatore | Bartosz Bednorz   | Polonia     |
| Miglior schiacciatore | Dmitrij Volkov    | Russia      |
| Miglior schiacciatore | Egor Kljuka       | Russia      |
| Miglior centrale      | Ivan Jakovlev     | Russia      |
| Miglior centrale      | Maxwell Holt      | Stati Uniti |
| Miglior libero        | Erik Shoji        | Stati Uniti |